# Сатир Аррецийский
Сатир (умер ок. 353 года) — святой епископ Аррецийский. День памяти — 19 августа.
Святой Сатир почитается первым епископом Аррецийским. Считается, что именно при нём в Арреции появилась епархия. Святой Донат Аррецийский стал епископом после святого Сатира.
Не следует путать св. Сатира Аррецийского со св. Сатиром Миланским, братом св. Амвросия Медиоланского.